# Sawla
Sawla (ou Sawula, également appelée Felege Neway) est une ville et un woreda du sud de l'Éthiopie. Recensée avec 22 704 habitants en 2007, sa population est estimée à 61 037 habitants en 2022. Elle est le chef-lieu de la zone Gofa dans la région des nations, nationalités et peuples du Sud puis dans la région Éthiopie du Sud.

## Situation
Sawla se trouve vers 1 400 m d'altitude environ 500 km au sud d'Addis-Abeba et 120 km au nord-ouest d'Arba Minch.

## Statut
Au XXe siècle, Sawla était la capitale administrative de l'awraja Gofa dans l'ancienne province Gamu-Gofa.
À la réorganisation du pays en régions en 1995, elle fait partie de la zone Semien Omo de la région des nations, nationalités et peuples du Sud où elle est le chef-lieu du woreda Gofa Zuria.
Elle passe dans la zone Gamo Gofa à la dissolution de Semien Omo vers 2000 puis obtient le statut de woreda avec la subdivision de Gofa Zuria au plus tard en 2007.
Elle devient le chef-lieu de la zone Gofa à la dissolution de la zone Gamo Gofa à la fin des années 2010 et se rattache à la région Éthiopie du Sud avec la zone Gofa en 2023.

## Population
Au recensement de 2007, Sawla a une population de 22 704 habitants, toute sa population est urbaine. 
En 2022, sa population est estimée à 61 037 personnes avec une densité de population de 3 646 personnes personnes par km2 et 16,7 km2 de superficie.